# Kushtagi
Kushtagi là một thị xã panchayat của quận Koppal thuộc bang Karnataka, Ấn Độ.

## Địa lý
Kushtagi có vị trí 15°46′B 76°12′Đ / 15,77°B 76,2°Đ Nó có độ cao trung bình là 639 mét (2096 feet).

## Nhân khẩu
Theo điều tra dân số năm 2001 của Ấn Độ, Kushtagi có dân số 21.180 người. Phái nam chiếm 51% tổng số dân và phái nữ chiếm 49%. Kushtagi có tỷ lệ 64% biết đọc biết viết, cao hơn tỷ lệ trung bình toàn quốc là 59,5%: tỷ lệ cho phái nam là 73%, và tỷ lệ cho phái nữ là 55%. Tại Kushtagi, 14% dân số nhỏ hơn 6 tuổi.